# Langegg bei Graz
Langegg bei Graz est une ancienne commune autrichienne du district de Graz-Umgebung en Styrie.